# No sabe, no contesta
No sabe, no contesta fue un concurso de televisión emitido en España por La Sexta y presentador por el humorista Miki Nadal, todos los días a las 16:00 horas con una duración de 60 minutos. El programa estaba producido por Globomedia y se estrenó el 27 de marzo de 2006, manteniéndose algunas semanas en pantalla. También se emitió en Hogar 10.

## Dinámica del programa
En el programa se hacían preguntas de cultura general: estadísticas, estudios, sobre la forma de vida del hombre, y sobre todo de las costumbres que hay en España, sacadas de periódicos o internet.
Las preguntas solían comparar costumbres españolas con las de otros países. Hay preguntas que dan a escoger respuestas como verdadero o falso, o el porcentaje más aproximado a la respuesta correcta.
Cada programa competían 5 concursantes dispuestos a lograr un premio máximo de 18.000 € debiendo superar cinco fases:

### Así somos
Los cinco concursantes debían contestar preguntas cuya respuesta era numérica. Quien más se aproximase a la respuesta correcta sumaría un punto. Para pasar a la siguiente fase había que sumar dos puntos. El primero que lo lograse ingresaría a su marcador 1000 €, el segundo 750 €, el tercero 500 € y el cuarto 250 €.

### De cuatro en cuatro
En esta fase, por turnos, los cuatro concursantes debían contestar preguntas con cuatro opciones, con posibilidad de rebote. Si se contesta a la primera, el concursante obtiene 4 puntos, si hay un rebote 3 puntos, si hay un segundo rebote 2 y el último en responder se lleva el punto que gana de seguro. Tras dos vueltas de preguntas, el concursante con menos puntos deberá abandonar el programa y los restantes agregan a su marcador los puntos canjeados por 200 € cada uno, pudiendo un jugador acumular hasta 20 puntos canjeables por 4000 €.

### Una de dos
A cada uno de los tres concursantes se les formula una pregunta con dos opciones. Si dan con la correcta suman un punto. Tras realizarles cuatro preguntas a cada uno, el que menos puntos consiga es eliminado y los restantes suman los puntos transformados cada uno en 250 €, sumando hasta un máximo de 1000.

### No sabe, no contesta
En la penúltima fase, los dos concursantes contestaban preguntas de verdadero o falso. El jugador A debía contestar obligatoriamente si la afirmación dada por el presentador era verdadera o falsa, y el jugador B podía optar por la respuesta restante o por No Saber/No Contestar y viceversa. El acierto suponía 1 punto y el fallo restaba 1 punto, salvo si se optaba por NS/NC. El concursante con más puntos en esta fase pasaba a la prueba final, canjeando los puntos conseguidos por 300 € cada uno, pudiendo sumar hasta un máximo de 3000 €.

### Biografía en cifras
En la prueba final, el concursante que hubiera llegado a ella tenía la oportunidad de doblar el dinero conseguido hasta ese momento. Para ello debía contestar correctamente 10 preguntas con respuesta numérica dada sobre un personaje famoso en 3 minutos. Primero debía elegir entre tres temas, y después entre los dos personajes ofrecidos. Una vez vistas las 10 respuestas debía asignar correctamente cada respuesta a su pregunta. Tras haber hecho la primera asignación, el presentador le dice cuantas preguntas ha acertado. Si contesta las 10 correctamente, duplicará sus ganancias y serán exclusivamente suyas. Si no, tendrá hasta tres oportunidades para corregir los errores dentro del tiempo restante, siempre diciendo en voz alta los cambios que quiere realizar. Si fracasa en contestar las 10 preguntas, perderá la mitad de lo ganado, que será asignada, en partes iguales, a los cuatro concursantes eliminados durante el programa.

## Presentador
El presentador es el humorista Miki Nadal, quien también bromea con los concursantes, lo que crea un ambiente relajado en el programa.
- Datos: Q6043917